# Захтлебен, Ганс
Ганс Захтлебен (нем. Hans Sachtleben) (24 июня 1893 Магдебург — 5 апреля 1967 Берлин-Кёпеник) — немецкий зоолог, специалист в энтомологии.

## Биография
Ганс Захтлебен родился в семье магдебургского стоматолога. В 1917 году закончил естественнонаучное отделение мюнхенского университета, получив учёную степень кандидата наук. До 1920 года работал младшим научным сотрудником Зоологической государственной коллекции Мюнхена. С 1920 года становится научным сотрудником, а затем руководителем административной службы Имперского биологического института сельского и лесного хозяйства (Biologische Bundesanstalt für Land- und Forstwirtschaft) в Берлине-Далеме. С 1939 по 1962 год возглавлял Немецкий энтомологический институт в Берлине-Фридрихсхагене (Berlin-Friedrichshagen) и развил его во всемирный центр информационной службы насекомых. В годы Второй мировой войны и после неё энергично боролся за сохранение ценных коллекций и библиотечного фонда Немецкого энтомологического института, которые в годы войны были вывезены в регион Мекленбурга, а в 1950 году в полной сохранности возвращены в Берлин.
Захтлебен специализировался в области систематической и прикладной энтомологии, исследовал гиперпаразитов, в частности ос и разработал основные направления биологической борьбы с вредителями. Учёный поддерживал научную публицистику в качестве издателя и редактора «Журнала работ по морфологической и таксономической энтомологии» («Zeitschrift Arbeiten über morphologische und taxonomische Entomologie»), издававшегосяся в 1934—1944 годах). В 1951 году он основал журнал «Вклады в энтомологию» (Beiträge zur Entomologie).
Известно, что в 1933 году Ганс Захтлебен написал письмо А. П. Семёнову-Тян-Шанскому, бывшему тогда президентом Русского энтомологического общества. Письмо сохранилось в архивах Санкт-Петербургского филиала Российской Академии Наук. В 1946 году Захтлебену было присвоено учёное звание профессора, а в 1957 году он был награждён Национальной Премией ГДР второй степени.
Немецкий Энтомологический институт был основан Обществом императора Вильгельма и в 1952 году передан Германской академии сельскохозяйственных наук (Akademie der Landwirtschaftswissenschaften der DDR).

## Избранные труды
Среди списка его работ выделены:
- Biologische Schädlingsbekämpfung. Dt. Akademie d. Landwirtschaftswissenschaften, Берлин, 1959.
- Bericht über 8. Wanderversammlung deutscher Entomologen. Deutsche Akademie d. Landwirtschaftswissenschaften, Берлин, 1957.
- Turmfalk und Mäusebussard, Sperber und Habicht. Biolog. Reichsanstalt f. Land- u. Forstwirtschaft, Берлин-Далем, 1930.
- Handbuch der Nadelholzkunde, zus. mit Heinrich Klebahn, Otto Luyken, Jost Fitschen и Людвиг Байсснер. P. Parey, Берлин, 1930.
- Der Maulwurf. Biolog. Reichsanstalt f. Land- u. Forstwirtschaft, Берлин-Далем, 1929.
- Die Forleule. Julius Springer, Берлин, 1929.
- Die Bekämpfung der Wühlmaus. Biolog. Reichsanstalt f. Land- u. Forstwirtschaft, Берлин-Далем, 1929.
- Die Bekämpfung der Kaninchenplage. Biolog. Reichsanstalt f. Land- u. Forstwirtschaft, Берлин-Далем, 1926.
- Die Bekämpfung der Feldmäuse. Biolog. Reichsanstalt f. Land- u. Forstwirtschaft, Берлин-Далем, 1924.
- Über die Entwicklung der Geschlechtsorgane von Chironomus mit besonderer Berücksichtigung der keimbahnbegleitenden Substanzen. Мюнхен 1918.